# Cecilia García Arocha
Cecilia Carlota García Arocha Márquez (Caracas, Venezuela, 16 de septiembre de 1953) fue rectora de la Universidad Central de Venezuela durante el período del 2008 al 2023.  Es una odontóloga egresada en el año 1976 de la Universidad Central de Venezuela.

## Biografía
Hija de Acela Márquez y de Raúl García Arocha, estudió odontología egresando con honores en el año 1976. Inició su carrera como docente de esta institución en la Cátedra de Fisiología Humana. Posteriormente ocupó cargos relevantes dentro de la Facultad de Odontología como Coordinadora académica, Directora de Escuela y posteriormente se convirtió en la primera mujer Decana de la Facultad de Odontología. Luego de su primera gestión, resultó elegida por tres períodos consecutivos adicionales, estando al frente de este Decanato por doce años.
García Arocha Márquez, ocupando su último año de gestión, se integró a la fórmula rectoral del Profesor Antonio París, la cual resultaría ganadora para el período (2004-2008) en la cual ocuparía el cargo de Secretaria, convirtiéndose así en la cuarta mujer secretaria de la institución. García Arocha Márquez se presentaría en las elecciones Rectorales de 2008 a la cabeza de la fórmula rectoral, acompañada de Nicolás Bianco, Bernardo Méndez y Amalio Belmonte. Este equipo ganaría en segunda vuelta las elecciones en mayo de 2008 con un respaldo de 75% de la comunidad universitaria, en elecciones libres y democráticas. De esta manera Cecilia García Arocha marcó un hito en la historia de la Universidad Central de Venezuela al convertirse en la primera mujer rectora en la historia de la Universidad. En agosto de 2019 inició una demanda de nulidad contra el instructivo la Circular-Memorándum 2792 de la Oficina Nacional de Presupuesto, la ONAPRE, que en junio de 2022 los tribunales declaró SIN LUGAR.

### Primeros años
Junto con su hermano Raúl García Arocha eran fielmente resguardados por sus hermanas mayores Mencia y Beverly. La familia García Arocha debió enfrentarse a los rigores de la dictadura militar del General Marcos Pérez Jiménez específicamente debieron exiliarse sus tíos Humberto García Arocha como Mario García Arocha. La mayoría de los miembros de la familia García Arocha están vinculados no solo a la vida de la Facultad de Odontología, sino a la Universidad Central de Venezuela, históricamente autónoma.

### Formación universitaria
Una vez que ingresa a la Facultad de Odontología comienza demostrando buenas calificaciones. Como estudiante fue representante ante la Asamblea de la Facultad, una vez egresada ocupó los cargos de primera vocal ante la APUCV, Representante profesoral ante el Consejo de Facultad, Coordinadora Académica y Directora de la Escuela de odontología. Posteriormente egresa en el año 1976 y declina por el ejercicio profesional de carrera y se dedica a la docencia dando sus primeros en la Cátedra de Fisiología Humana. Asumió la transformación de los estudios odontológicos en Venezuela en calidad de Primera Decana de la UCV en la Facultad de Odontología, durante cuatro períodos consecutivos (1993-2004). Completó sus estudios de doctorado en Gerencia en la Facultad de Ciencias, Económicas y Sociales. Ha sido reconocida con distinciones y con las Órdenes "José María Vargas" y "Mérito al trabajo".

### Rectora de la UCV
Cecilia García Arocha Márquez ocupó el cargo de Secretaría de la institución desde el año 2004 hasta el año 2008. Al frente de la Secretaría García Arocha Márquez  realizó aportes considerables a la reestructuración de la Organización de Bienestar Estudiantil (OBE). Durante los cuatro años de su gestión fue luchadora de los derechos y beneficios estudiantiles logrando cambios en los servicios de comedor universitario, transporte y becas. Se presenta en mayo de 2008 a las elecciones rectorales junto con Nicolás Bianco, Bernardo Méndez y Amalio Belmonte. Durante las primeras vueltas se enfrentó democráticamente con tres fórmulas adicionales encabezadas ellas por Eleazar Narváez, Jorge Pabón y Lenin Molina. La fórmula García-Arocha y Pabón pasaron a segunda vuelta a realizarse el 16 de mayo de 2008, fecha en la cual García Arocha Márquez, Méndez, Bianco y Belmonte recibieron el apoyo de más del 75% siendo así electos por votación, para el período 2008-2012. Su período debió culminar en el año 2012, sin embargo ocupó el cargo de rectora hasta junio de 2023. Esto se debió a que la elección de las autoridades de las universidades nacionales, estaba suspendida por la sala electoral del Tribunal Supremo de Justicia, quien exigía modificaciones del padrón electoral o claustro, que incluyera el voto de empleados y egresados, junto al de estudiantes y profesores. Una vez formulado un nuevo reglamento electoral y aprobado por el Consejo Universitario, se pudo llevar a cabo el proceso electoral que dio paso a la elección del nuevo rector.